# Огненный мухоед
Огненный мухоед:2668, или красный тиранн (лат. Pyrocephalus rubinus), — вид воробьиных птиц из семейства тиранновых (Tyrannidae). Подвидов не выделяют. Огненный мухоед водится на юго-западе США, в Центральной Америке и на севере и в центральной части Южной Америки, а также в южной и центральной Аргентине и на Галапагосских островах.
Огненных мухоедов любят наблюдатели за птицами, но обычно их не держат в неволе, потому что самцы как правило теряют свои яркие цвета при содержании в клетке. Большинство птиц, охотящихся на насекомых, имеют довольно неброскую окраску, но этот вид является исключением и очень красив.

## Описание

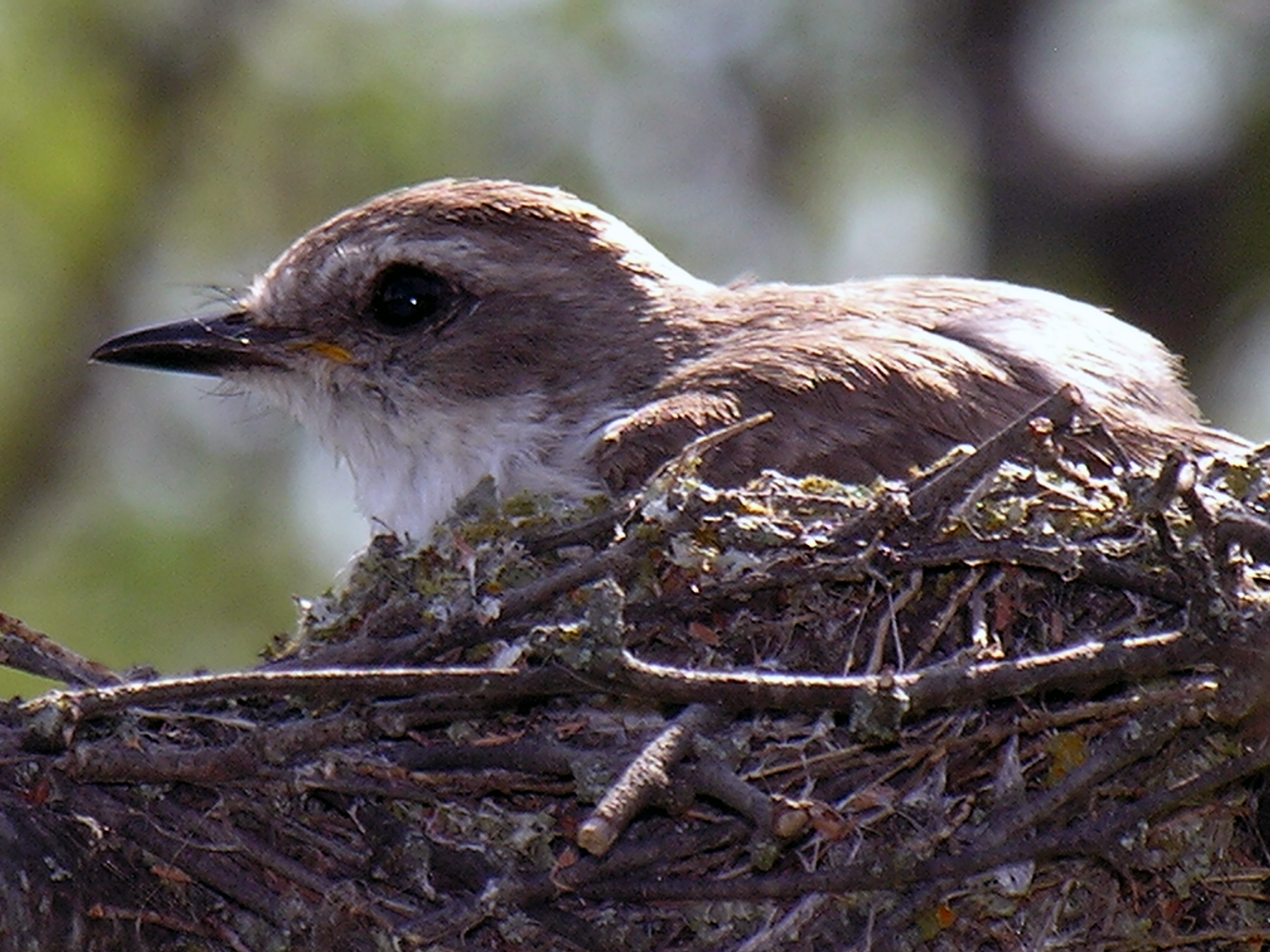
Самка в гнезде

Птицы этого вида достигают 17,5 см в длину и подвержены сильному половому диморфизму. Самцы окрашены в ярко-красный и тёмно-коричневый цвет. Самки имеют живот персикового цвета и тёмно-серую спину, немного напоминая феба Сэя (Sayornis saya).

## Размножение
Птица откладывают 2—3 белёсых яйца в гнезде, сделанном из веточек, стеблей и корней, выстланном шерстью. Яйца насиживаются самкой около двух недель, и молодняк готов покинуть гнездо через 15 дней после вылупления.

## Экология
Огненные мухоеды питаются в основном насекомыми, такими как мухи, кузнечики и жуки. Птицы обычно ловят их в полёте после короткой погони с присады.